# Giovanni Alessandro Brambilla

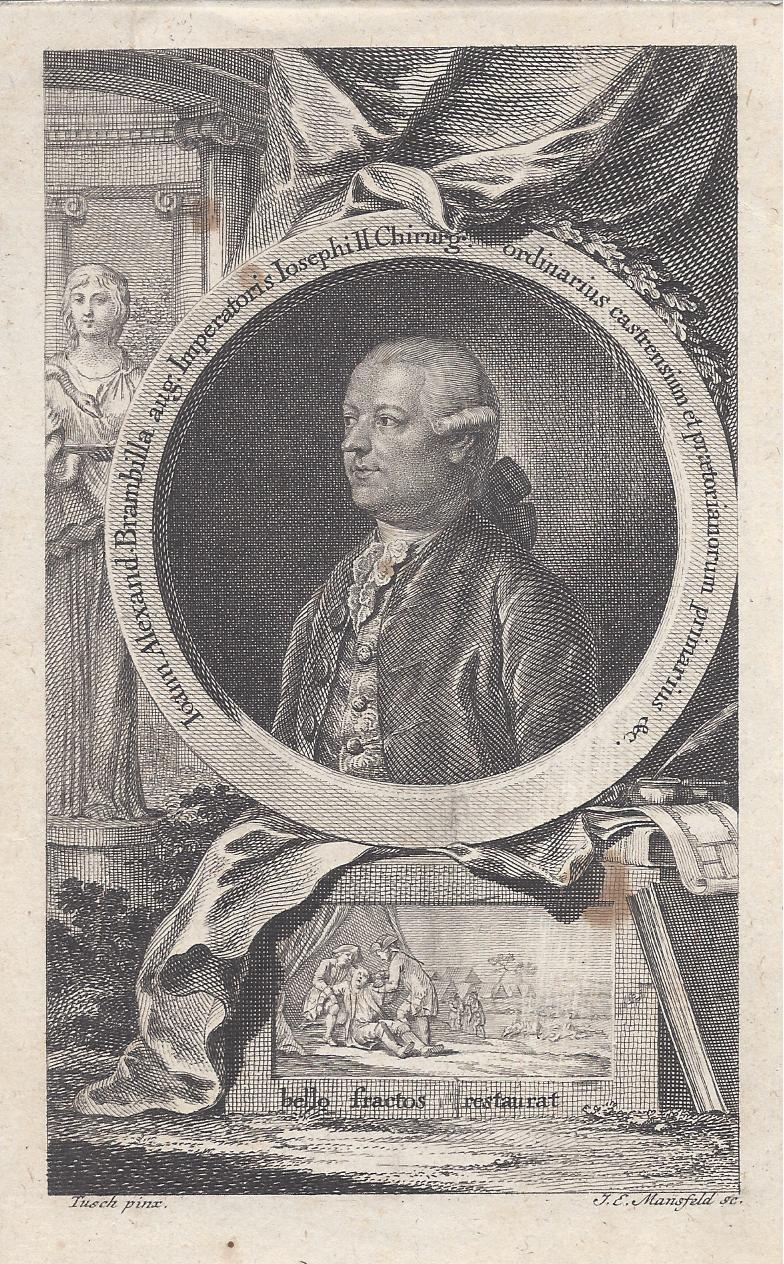
Giovanni Allessandro Brambilla, Kupferstich von Mansfeld nach Tusch

Giovanni Alessandro Brambilla, deutsch Alexander von Brambilla oder Johann Alexander ([ab 1784] Ritter von) Brambilla (* 15. April 1728 in San Zenone al Po; † 30. Juli 1800 in Padua), war ein italienischer Arzt, österreichischer Militärchirurg und kaiserlicher Leibarzt.

## Leben und Wirken
Giovanni Alessandro Brambilla wurde zunächst an seinem nahe Pavia gelegenen Geburtsort durch den Dorfpriester unterrichtet. 1752 schrieb er sich an der Medizinischen Fakultät der Universität Pavia ein, entwickelte jedoch unter dem Einfluss von Gerolamo Grazioli und Baldassarre Beretta Della Torre ein Interesse an der Chirurgie.
Bereits 1752 trat er als Unterchirurg in das österreichische Infanterieregiment Hagenbach ein.
1757 bestand er in Wien das chirurgische Examen. Im Regiment des Marschalls Franz Moritz von Lacy sammelte er im Siebenjährigen Krieg Erfahrungen als Militärchirurg. 1764 wurde er zum  Leibchirurgen des Thronfolgers Joseph II. ernannt. Als ständiger Begleiter des Kaisers auf seinen Reisen konnte Brambilla sich fachlich mit den führenden Chirurgen Italiens, Frankreichs und Russlands austauschen. 1778 erhielt Brambilla den Titel eines Oberstabschirurgen oder Protochirurgen der oberen Klasse. Im Kriegsjahr 1779 wurde er Superintendent des militärärztlichen Dienstes. Brambilla wies freimütig Joseph II. auf den beklagenswerten Zustand des österreichischen Feld-Sanitätswesens hin und eröffnete den Weg für die josephinische Reform der Feldsanität.

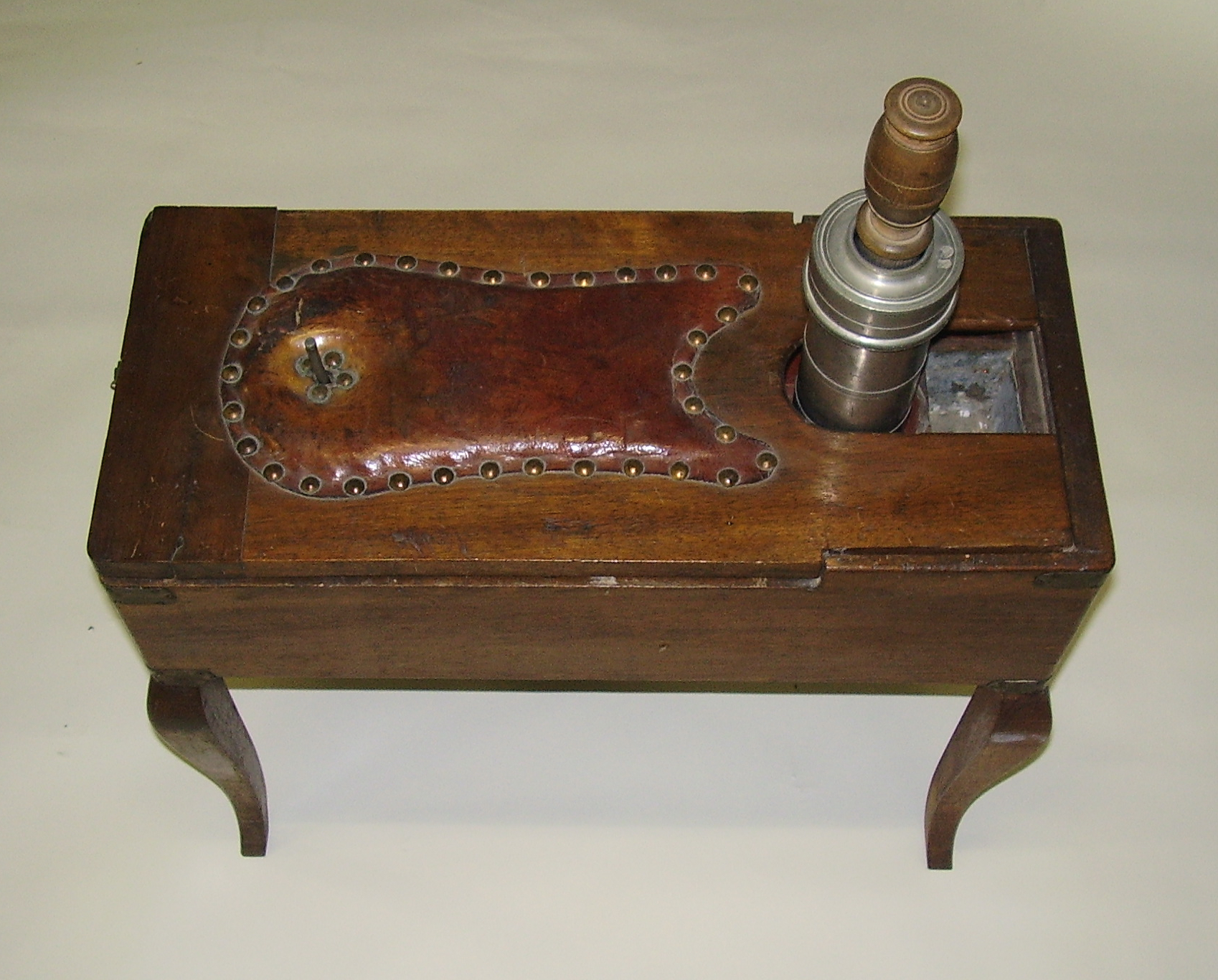
Transportabler Selbstklistier-Apparat nach Giovanni Alessandro Brambilla aus dem 18. Jahrhundert. Medizinhistorisches Museum der Universität Zürich

Nach jahrelanger Vorarbeit und Vereinigung der Wundärzte mit den Ärzten eröffnete Brambilla 1781 die Militärische Sanitätsschule, die praktische Ausbildung in Kriegstraumatologie, Hygiene und Epidemiologie in einem zweijährigen Lehrkurs anbot. Auf Empfehlung Brambillas erhielten angehende Chirurgen Stipendien zur Weiterbildung an europäischen chirurgischen Akademien. 1784 erhielt er einen Adelstitel sowie das Gut Carpiano in der österreichischen Lombardei. Am 7. November 1785 eröffnete Brambilla in Wien sein Lebenswerk, eine medizinisch-chirurgische Akademie, das Josephinum. Am 3. Februar 1786 wurden dieser von Brambilla als erstem Direktor geleiteten Wiener Militärärztlichen Akademie alle Vorrechte einer Universität eingeräumt. Mitglieder der Akademie waren zunächst unter anderem Georg Prochaska und Antonio Scarpa, auswärtige Mitglieder wurden unter anderem Antoine Louis, Johann Heinrich von Kelchen und William Cruickshank. Die Akademie hatte 6 Lehrstühle (Anatomie, Pathologie, chirurgische Operationen, Medizin, Botanik und Chemie, sowie Prosectur).  Im Jahr 1788 ließ der Kaiser, nach dem Vorbild des ein Jahr zuvor geschaffenen preußischen Reglements, durch Brambilla das Militärwesen neu organisieren.  Brambilla erfand und verbesserte medizinische Instrumente und sorgte durch einen Katalog von 600 Instrumenten für ihre Verbreitung (Instrumentarium chirurgicum Viennense. 1780).
Brambilla behandelte Joseph II., bei dem eine tuberkulöse Fistel aufgetreten war, bis zu dessen Tod 1790. Nach dem Tod des Förderers und Gönners und dem folgenden Niedergang des Josephinums und dem Entzug der Stelle als Protochirurg durch Kaiser Leopold zog sich Brambilla 1795 nach Pavia zurück. Am 30. Juli 1800 starb er in Padua an einer gangränösen Blasenentzündung.
Zu Brambillas Schülern gehörte Johann Nepomuk Hunczovsky, dem er 1777 die Finanzierung einer Auslandsreise durch Kaiser Joseph ermöglichte und den er als Vizedirektor seiner Akademie sowie an seiner medizinisch-chirurgischen Schule in Gumpendorf als Dozent anstellte.
Im Jahr 1894 wurde in Wien-Simmering (11. Bezirk) die Brambillagasse nach ihm benannt.

## Ehrungen
1789 wurde Brambilla in die Gelehrtenakademie Leopoldina gewählt. Er war zudem Mitglied der Pariser Académie de chirurgie.

## Veröffentlichungen
- Storia delle scoperte fisico-medico-anatomico-chirurgiche fatte dagli illustri italiani. 3 Bände. Mailand 1780–1782.
- Chirurgisch-praktische Abhandlung von der Phlegmone und ihren Ausgängen. 2 Bände. Kurzböck, Wien 1773; 2. Auflage Trattner, Wien 1775. Übersetzt aus dem Italienischen in ein „kauderwelsches“[6] Deutsch.
- Instrumentarium chirurgicum militare austriacum. Schmidt, Wien 1781.
- Instrumentarium Chirurgicum Viennense. Oder Wiennerische Chriurgische Instrumenten Sammlung. M. A. Schmidt, Wien 1781.
- Instruktion für die Professoren der K.K. chirurgischen Militärakademie. Trattner, Wien 1784.
- Verfassung und Statuten der josephinischen medizinisch-chirurgischen Akademie sammt der Ordnung bei Beförderungen zu Magistern und Doktoren der Chirurgie. Trattner, Wien 1786.